# David DeLuise

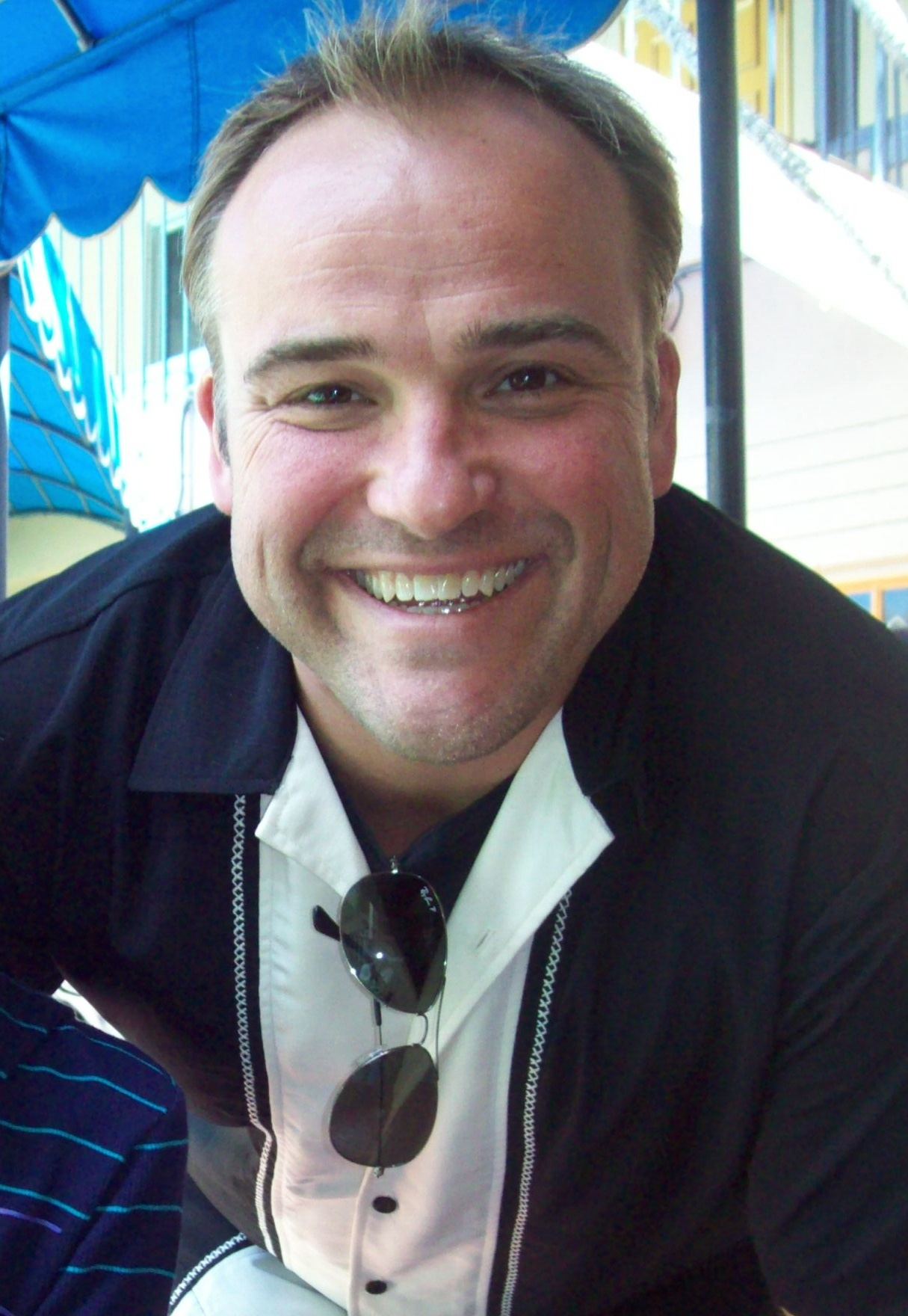
David DeLuise (2010)

David Dominick DeLuise (* 11. November 1971 in Burbank, Kalifornien) ist ein US-amerikanischer Schauspieler.

## Leben
Er ist der Sohn des Schauspielers und Komikers Dom DeLuise und der Schauspielerin Carol Arthur. Seine Brüder Peter und Michael sind ebenfalls Schauspieler.
Seine erste Hauptrolle spielte er 2003 in BachelorMan, aber schon vorher hatte er zahlreiche Auftritte in Film und Fernsehen, meistens an der Seite seines Vaters oder seiner Brüder. Sein Filmdebüt hatte er genau wie seine Brüder 1979 in dem Film Heiße Ware (Hot Stuff), bei dem sein Vater sowohl die Hauptrolle spielte als auch Regie führte. Einem breiten Publikum wurde David durch seine Rollen als Bug Pollone in der Serie Hinterm Mond gleich links und als Darren Warner in der Serie Jesse mit Christina Applegate bekannt. Von 2007 bis Januar 2012 spielte er eine der Hauptrollen in der Disney-Channel-Serie Die Zauberer vom Waverly Place.
Seine Tochter Riley DeLuise spielte auch schon 1998 an seiner Seite in dem Film Verrückt nach Corey (Hairshirt).
DeLuise ist mit der deutschen Schauspielerin Julia Stoepel verheiratet.

## Filmografie (Auswahl)

### Filme
- 1979: Heiße Ware (Hot Stuff)
- 1991: Trabbi goes to Hollywood (Driving Me Crazy)
- 1993: Robin Hood – Helden in Strumpfhosen (Robin Hood: Men in Tights)
- 1994: Das Schweigen der Hammel (Il Silenzio dei prosciutti)
- 1995: Dracula – Tot aber glücklich (Dracula: Dead and Loving It)
- 1998: Traumpaar wider Willen (Between the Sheets)
- 1998: Hair Shirt – Verrückt nach Corey (Hairshirt)
- 2001: Der Boxer und die alten Damen (Ladies and the Champ)
- 2002: Die Hochzeitsfalle (Buying the Cow)
- 2003: BachelorMan
- 2003: Art of Revenge
- 2008: R.L. Stines Geistermeister – Besuch aus dem Jenseits (Mostly Ghostly)
- 2009: Die Zauberer vom Waverly Place – Der Film (Wizards of Waverly Place: Stone of Dreams, Fernsehfilm)
- 2010: Beilight – Bis(s) zum Abendbrot (Vampires Suck)
- 2013: Die Rückkehr der Zauberer vom Waverly Place (The Wizards Return: Alex vs. Alex, Fernsehfilm)
- 2013: Alone for Christmas: Bone – Allein zu Haus (Alone for Christmas)
- 2018: Unbroken: Weg der Vergebung (Unbroken: Path to Redemption)

### Serien
- 1990: 21 Jump Street – Tatort Klassenzimmer (21 Jump Street, Episode 5x10)
- 1993: Superman – Die Abenteuer von Lois & Clark (Lois & Clark: The New Adventures of Superman, Episode 1x06)
- 1994: Blossom (Episode 4x21)
- 1994: seaQuest DSV (Episode 2x04)
- 1995: Ellen (Episode 2x17)
- 1996–2001: Hinterm Mond gleich links (3rd Rock from the Sun, 46 Episoden)
- 1997: Hör mal, wer da hämmert (Home Improvement, Episode 6x19)
- 1998–1999: Jesse (22 Episoden)
- 1999–2000: Starship Troopers (Roughnecks: The Starship Troopers Chronicles, 11 Episoden)
- 2001: CSI: Den Tätern auf der Spur (CSI: Crime Scene Investigation, Episode 2x05)
- 2002: She Spies – Drei Ladies Undercover (She Spies, Episode 1x19)
- 2004: Gilmore Girls (Episoden 4x20–4x21)
- 2004: Las Vegas (Episode 2x01)
- 2004: Megas XLR (25 Episoden, Stimme)
- 2004–2005: Stargate – Kommando SG-1 (Stargate SG-1, 4 Episoden)
- 2005: CSI: NY (Episode 1x15)
- 2005: Emergency Room – Die Notaufnahme (ER, Episode 12x04)
- 2005: Yes, Dear (Episode 6x08)
- 2006: CSI: Miami (Episode 4x12)
- 2006: Monk (Episode 5x02)
- 2007: Without a Trace – Spurlos verschwunden (Without a Trace, Episode 5x15)
- 2007: Bones – Die Knochenjägerin (Bones, Episode 3x09)
- 2007–2012: Die Zauberer vom Waverly Place (Wizards of Waverly Place, 95 Episoden)
- 2012: The Mentalist (Episode 4x20)
- 2012: Grey’s Anatomy (Episode 8x22)
- 2012: Rizzoli & Isles (Episode 3x07)
- 2014: Baby Daddy (Episode 3x15)
- 2014: Hawaii Five-0 (Episode 5x06)
- 2019: Shameless (Episode 10x04)
- 2022: 9-1-1 (Episode 5x07)
- 2022: The Rookie (Episode 4x14)
- 2022: This Is Us – Das ist Leben (This Is Us, 1 Episode)
- seit 2024: Die neuen Zauberer vom Waverly Place (Wizards Beyond Waverly Place , Fernsehserie)